# Weihnachtsmarken der Bundesrepublik Deutschland

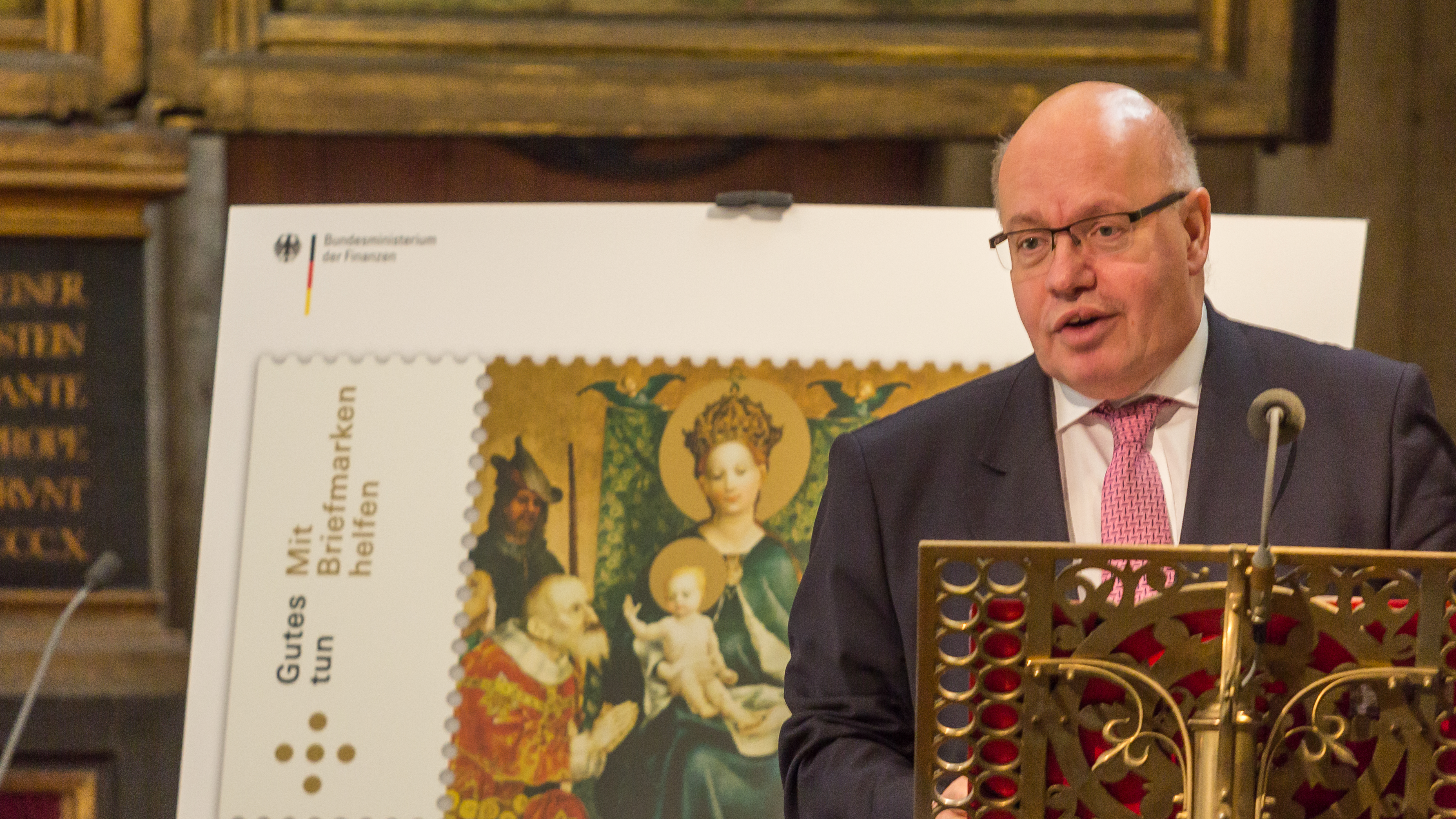
Peter Altmaier, geschäftsführender Bundesfinanzminister, stellt im Kölner Dom die Weihnachtsmarke 2017 vor. Sie zeigt einen Ausschnitt aus dem Altar der Stadtpatrone von Stefan Lochner

Weihnachten (offizielle Bezeichnung) ist eine Wohlfahrtsmarken-Serie der Bundesrepublik Deutschland, die vom Bundesministerium der Finanzen herausgegeben und von der Deutschen Post AG vertrieben wird. Neben dem normalen Portowert wird ein Spendenzuschlag erhoben, der zur Unterstützung der Bundesarbeitsgemeinschaft der Freien Wohlfahrtspflege e. V. dient.
Die Serie setzt seit 1995 die bereits 1969 von der Deutschen Bundespost begonnene Tradition der jährlich im November als Zuschlagmarke herausgegebenen Weihnachtsmarken fort (siehe: Weihnachtsmarken der Deutschen Bundespost und Weihnachtsmarken der Deutschen Bundespost Berlin).
2001 erschien nach 1978 (Bundespost-Block 17 und Berlin-Block 7) wieder ein Briefmarkenblock, dieser ist eine Gemeinschaftsausgabe mit Spanien (Block 56).
Bis 2011 erschienen jeweils zwei Marken mit dem aktuell für den Versand von Postkarten und Standardbriefen geltenden Wert. Seitdem erscheint nur noch eine weihnachtliche Marke für Standardbriefe. Zusätzlich wird seit 2013 eine Sondermarke mit winterlichem Motiv (ohne christlichen Bezug) und ohne Zuschlag angeboten.

## Ausgabeanlass
Die Weihnachtsmarken werden zugunsten der Freien Wohlfahrtspflege herausgegeben. Empfängerin der Zuschlagserlöse ist die Bundesarbeitsgemeinschaft der Freien Wohlfahrtspflege e. V. Die in ihr zusammengeschlossenen Organisationen helfen überall dort, wo staatliche Hilfe nicht ausreicht.

„Meine Damen und Herren, die Weihnachtsmarken werden – das ist eine schöne Tradition seit mehr als drei Jahrzehnten – mit einem Zuschlag zu Gunsten der Wohlfahrtspflege verkauft. Dieses Geld kommt unmittelbar der sozialen Arbeit der Wohlfahrtsverbände zu Gute [sic!]. Damit helfen Weihnachtsmarken Menschen, anderen Menschen zu helfen.“

## Liste der Ausgaben und Motive
Legende
- Bild: Eine bearbeitete Abbildung der genannten Marke. Das Verhältnis der Größe der Briefmarken zueinander ist in diesem Artikel annähernd maßstabsgerecht dargestellt. Sollten keine Marken abgebildet sein, liegt es daran, dass das Urheberrecht des Künstlers noch nicht erloschen ist.
- Beschreibung: Eine Kurzbeschreibung des Motivs und/oder des Ausgabegrundes. Bei ausgegebenen Serien oder Blocks werden die zusammengehörigen Beschreibungen mit einer Markierung versehen eingerückt.
- Wert: Der Frankaturwert der einzelnen Marke in der im Tabellenkopf genannten Währungseinheit. Ein „+“ bedeutet, dass es sich um eine Zuschlagsmarke handelt (= Frankaturwert + Spende).
- Ausgabedatum: Das Datum des erstmaligen Verkaufs dieser Briefmarke.
- Auflage: Soweit bekannt, wird hier die zum Verkauf angebotene Anzahl dieser Ausgabe angegeben.
- Entwurf: Soweit bekannt, wird hier angegeben, von wem der Entwurf dieser Marke stammt.
- Mi.-Nr.: Diese Briefmarke wird im Michel-Katalog unter der entsprechenden Nummer gelistet.

### DM (1995 bis 1999)
Alle Briefmarken, die in DM lauteten, waren bis zum 30. Juni 2002 frankaturgültig.
| Bild | Beschreibung                                                                                   | Werte in Pfennig | Ausgabe- datum    | Auflage                         | Entwurf         | Mi.-Nr. |
| ---- | ---------------------------------------------------------------------------------------------- | ---------------- | ----------------- | ------------------------------- | --------------- | ------- |
|      | Weihnachtsmarken 1995 - Mariä Verkündigung, Details aus dem Marienfenster des Doms zu Augsburg | 80+40            | 9. November 1995  | 5.300.000 davon 280.000 auf ETB | Ernst Kößlinger | 1831    |
|      | - Christi Geburt, Details aus dem Marienfenster des Doms zu Augsburg                           | 100+50           | 9. November 1995  | 9.560.000 davon 280.000 auf ETB | Ernst Kößlinger | 1832    |
|      | Weihnachtsmarken 1996 - Die Heiligen Drei Könige                                               | 80+40            | 14. November 1996 | 4.865.000                       | Peter Steiner   | 1891    |
|      | - Christi Geburt                                                                               | 100+50           | 14. November 1996 | 9.175.000                       | Peter Steiner   | 1892    |
|      | Weihnachtsmarken 1997 - Anbetung der Heiligen drei Könige                                      | 110+50           | 6. November 1997  | 5.243.000 davon 248.200 auf ETB | Jan Lenica      | 1959    |
|      | - Christi Geburt                                                                               | 110+50           | 6. November 1997  | 8.638.000 davon 248.200 auf ETB | Jan Lenica      | 1960    |
|      | Weihnachtsmarken 1998 - Besuch der Hirten                                                      | 100+50           | 12. November 1998 | 5.500.000                       | Jan Lenica      | 2023    |
|      | - Geburt Christi                                                                               | 110+50           | 12. November 1998 | 8.280.000                       | Jan Lenica      | 2024    |
|      | Weihnachtsmarken 1999 - Verkündigung des Engels                                                | 100+50           | 4. November 1999  | 5.080.000                       | Peter Steiner   | 2084    |
|      | - Geburt Christi                                                                               | 110+50           | 4. November 1999  | 7.780.000                       | Peter Steiner   | 2085    |

### DM / Euro (2000 und 2001)
Nach Festlegung des festen Eurowechselkurses zur DM wurden die Briefmarkenjahrgänge 2000 und 2001 als so genannte Doppelnominale ausgegeben. Zur üblichen Wertangabe in Pfennig (DM) kam der entsprechende Wert in Euro hinzu. Diese Marken sind weiterhin frankaturgültig. In den beiden Jahren wurden jeweils die Marken als Gemeinschaftsausgabe mit Spanien herausgegeben. Obwohl beide Länder dem Euroraum angehören, sind die jeweiligen Marken nur in ihren Ausgabeländern zum Versand gültig.
Die beiden Weihnachtsbriefmarken 2001 erschienen als Gemeinschaftsausgabe mit Spanien auch als Block (deutsche Blocknummer 56, spanische Blocknummer 102) und kosteten 4,45 DM oder 2,28 Euro (Deutsche Briefmarken: 100+50 Pfennig = 0,51+0,26 Euro und 110+50 Pfennig = 0,56+0,26 Euro; Spanische Briefmarken: 75 Peseten = 0,45 Euro und 40 Peseten = 0,24 Euro). Die spanischen Marken sind in Deutschland nicht frankaturgültig. Der Block wurde nur von den Versandstellen und von sogenannten stationären Philatelieschaltern verkauft. Besonderheit für den Block 56I normales Papier [ 0,08mm ] weiße Fluoreszenz, Block 56II dickes Papier [ 0,1mm ] gelbe Fluoreszenz.
| Bild | Beschreibung                                                                                          | Werte in Pfennig und Euro | Ausgabe- datum   | Auflage   | Entwurf                    | Mi.-Nr. |
| ---- | --- | ------------------------- | ---------------- | --------- | -------------------------- | ------- |
|      | Weihnachtsmarken 2000 Gemeinschaftsausgabe mit Spanien - Christi Geburt; Gemälde von Conrad von Soest | 100+50 0,51+0,26 €        | 9. November 2000 | 4.470.000 | Ernst Jünger, Lorli Jünger | 2151    |
|      | - Moderne Krippendarstellung                                                                          | 110+50 0,56+0,26 €        | 9. November 2000 | 7.010.000 | Christiane Hemmerich       | 2152    |
|      | Weihnachtsmarken 2001 Gemeinschaftsausgabe mit Spanien - »Jungfrau mit Kind« von Alfredo Roldán       | 100+50 0,51+0,26 €        | 8. November 2001 | 5.920.000 | José Luis Lopez Villalba   | 2226    |
|      | - »Anbetung der Hirten« von Jusepe de Ribera                                                          | 110+50 0,56+0,26 €        | 8. November 2001 | 8.260.000 | José Luis Lopez Villalba   | 2227    |

### Euro (seit 2002)
| Bild | Beschreibung | Werte in Eurocent | Ausgabe- datum    | Auflage                         | Entwurf                                  | Mi.-Nr. |
| ---- | --- | ----------------- | ----------------- | ------------------------------- | ---------------------------------------- | ------- |
|      | Weihnachtsmarken 2002 - »Die Verkündigung« – Ausschnitt aus Gemälde von Rogier van der Weyden                                                           | 51+26             | 7. November 2002  | 3.100.000                       | Detlef Glinski                           | 2285    |
|      | - »Die Heilige Familie« – Ausschnitt aus Miraflores-Altar von Rogier van der Weyden                                                                     | 56+26             | 7. November 2002  | 5.650.000                       | Detlef Glinski                           | 2286    |
|      | Weihnachtsmarken 2003 - Anbetung der Hirten | 45+20             | 13. November 2003 | 3.110.000                       | Gerhard Lienemeyer                       | 2369    |
|      | - Die Heilige Familie | 55+25             | 13. November 2003 | 5.750.000                       | Gerhard Lienemeyer                       | 2370    |
|      | Weihnachtsmarken 2004 Parallelausgabe mit Belgien - »Die Flucht nach Ägypten« – Gemälde von Peter Paul Rubens                                           | 45+20             | 4. November 2004  | 2.840.000 davon auf ETB 125.000 | Ernst Jünger, Lorli Jünger               | 2429    |
|      | - »Die Anbetung der Könige« – Gemälde von Peter Paul Rubens                                                                                             | 55+20             | 4. November 2004  | 5.450.000 davon auf ETB 125.000 | Ernst Jünger, Lorli Jünger               | 2430    |
|      | Weihnachtsmarken 2005 - Anbetung des Kindes | 45+20             | 3. November 2005  | 2.660.000 davon 125.000 auf ETB | Ernst Jünger, Lorli Jünger               | 2492    |
|      | - Muttergottes in der Rosenlaube | 55+25             | 3. November 2005  | 5.360.000 davon 125.000 auf ETB | Ernst Jünger, Lorli Jünger               | 2493    |
|      | Weihnachtsmarken 2006 - Die Geburt Christi (Gemälde von Meister Francke)                                                                                | 45+20             | 9. November 2006  | 2.570.000 davon 105.000 auf ETB | Annegret Ehmke                           | 2569    |
|      | - Die Anbetung der Könige (Gemälde von Meister Francke)                                                                                                 | 55+25             | 9. November 2006  | 4.950.000 davon 105.000 auf ETB | Annegret Ehmke                           | 2570    |
|      | Weihnachtsmarken 2007 Motive aus dem Lukas-Evangelium - Anbetung der Heiligen Drei Könige                                                               | 45+20             | 8. November 2007  | 2.650.000 davon 105.000 auf ETB | Ernst und Lorli Jünger                   | 2626    |
|      | - Die Geburt Christi | 55+25             | 8. November 2007  | 4.930.000 davon 105.000 auf ETB | Ernst und Lorli Jünger                   | 2627    |
|      | Weihnachtsmarken 2008 Motive aus Museen in Deutschland und Vatikanstadt Gemeinschaftsausgabe mit der Vatikanstadt - »Geburt Christi« von Albrecht Dürer | 45+20             | 13. November 2008 | 2.590.000 davon 95.000 auf ETB  | Werner Hans Schmidt                      | 2703    |
|      | - »Anbetung der Könige« von Raffael | 55+25             | 13. November 2008 | 4.450.000 davon 95.000 auf ETB  | Werner Hans Schmidt                      | 2704    |
|      | Weihnachtsmarken 2009 - Kirchenschätze – Initialen aus dem Hoya-Missale                                                                                 | 45+20             | 12. November 2009 | 2.246.000 davon 85.000 auf ETB  | Elisabeth Hau                            | 2763    |
|      | - Kirchenschätze – Initialen aus dem Hoya-Missale | 55+25             | 12. November 2009 | 4.151.000 davon 85.000 auf ETB  | Elisabeth Hau                            | 2764    |
|      | Weihnachtsmarken 2010 - Maria mit Jesuskind | 45+20             | 11. November 2010 | 2.173.000 davon 74.000 auf ETB  | Julia Warbanow                           | 2829    |
|      | - Die Anbetung der Könige | 55+25             | 11. November 2010 | 4.203.000 davon 74.000 auf ETB  | Julia Warbanow                           | 2830    |
|      | Weihnachtsmarken 2011 - St. Martin | 45+20             | 10. November 2011 | 2.339.500 davon 67.500 auf ETB  | Karen Scholz                             | 2895    |
|      | - St. Nikolaus | 55+25             | 10. November 2011 | 4.241.500 davon 67.500 auf ETB  | Karen Scholz                             | 2896    |
|      | Weihnachtsmarke 2012 Weihnachtliche Kapelle | 55+25             | 2. November 2012  | 2.084.000 davon 60.200 auf ETB  | Carsten Wolff                            | 2961    |
|      | Weihnachtsmarke 2013 Stern von Betlehem | 58+27             | 2. November 2013  | 4.219.000 davon 54.500 auf ETB  | Kitty Kahane                             | 3035    |
|      | Weihnachtsmarke 2014 Stern von Betlehem | 60+30             | 3. November 2014  | 4.060.000 davon 51.000 auf ETB  | Nicole Elsenbach                         | 3108    |
|      | Weihnachtsmarke 2015 Stille Nacht | 62+30             | 2. November 2015  | 3.246.000 davon 46.500 auf ETB  | Greta Gröttrup                           | 3183    |
|      | Weihnachtsmarke 2016 Die Hirten auf dem Feld | 70+30             | 2. November 2016  | 2.677.000 davon 42.000 auf ETB  | Stefan Klein und Olaf Neumann            | 3266    |
|      | Weihnachtsmarke 2017 Vom Himmel hoch | 70+30             | 2. November 2017  | 3.215.000 davon 37.000 auf ETB  | Heribert Birnbach                        | 3340    |
|      | Weihnachtsmarke 2018 Kirchenfenster „Jungfrau Maria mit dem Jesuskind“ aus Pfarrkirche St. Stephan zu Mainz                                             | 70+30             | 2. November 2018  | 2.259.000 davon 33.600 auf ETB  | Designbüro Behr                          | 3418    |
|      | Weihnachtsmarke 2019 Kirchenfenster „Die Geburt Christi“ aus der Kathedrale Notre-Dame                                                                  | 80+40             | 10. Oktober 2019  | 2.765.300 davon 33.600 auf ETB  | Marvin Hüttermann                        | 3495    |
|      | Weihnachtsmarke 2020 Kirchenfenster „Die Geburt Christi“                                                                                                | 80+40             | 2. November 2020  | 2.070.100 davon 32.000 auf ETB  | Kym Erdmann                              | 3571    |
|      | Weihnachtsmarke 2021 Die Botschaft des Engels „Fürchtet Euch nicht“ (Lk 2,8–12)                                                                         | 80+40             | 2. November 2021  | 2.151.300 davon 32.000 auf ETB  | nexd                                     | 3636    |
|      | Weihnachtsmarke 2022 Die Botschaft des Engels: „Ich verkündige euch eine große Freude“                                                                  | 85+40             | 2. November 2022  | 2.414.500 davon 27.000 auf ETB  | Annette Le Fort und André Heers          | 3724    |
|      | Weihnachtsmarke 2023 Die Botschaft des Engels: „Euch ist heute der Heiland geboren“                                                                     | 85+40             | 2. November 2023  | 1.951.200 davon 26.000 auf ETB  | nexd                                     | 3793    |
|      | Weihnachtsmarke 2024 Kirchenfenster Abteikirche Tholey                                                                                                  | 85+40             | 2. November 2024  | 1.554.000 davon 21.950 auf ETB  | Dieter Ziegenfeuter und Susanne Wustmann | 3862    |

## Winterliche Motive
| Bild | Beschreibung                                | Werte in Eurocent | Ausgabe- datum    | Auflage                        | Entwurf                             | Mi.-Nr. |
| ---- | ------------------------------------------- | ----------------- | ----------------- | ------------------------------ | ----------------------------------- | ------- |
|      | Winterstimmung                              | 58                | 2. November 2013  | 6.620.000 davon 54.500 auf ETB | Nicole Elsenbach und Frank Fienbork | 3039    |
|      | Schneemann                                  | 60                | 3. November 2014  | 7.420.000 davon 51.000 auf ETB | Bianca Becker und Peter Kohl        | 3111    |
|      | Freude schenken                             | 62                | 2. November 2015  | 5.531.000 davon 46.500 auf ETB | Regina Kehn                         | 3185    |
|      | Weihnachtskugel                             | 70                | 30. November 2016 | 6.164.000 davon 42.000 auf ETB | Stefan Klein und Olaf Neumann       | 3269    |
|      | Weihnachtliche Kapelle                      | 70                | 2. November 2017  | 6.502.000 davon 37.000 auf ETB | Bettina Walter und Jennifer Dengler | 3344    |
|      | Weihnachtsschlitten                         | 70                | 2. November 2018  | 6.727.000 davon 33.600 auf ETB | Jennifer Dengler                    | 3421    |
|      | Weihnachten mit Freunden                    | 80                | 2. November 2019  | 4.841.800 davon 33.600 auf ETB | Jennifer Dengler                    | 3504    |
|      | „Frohes Fest“                               | 80                | 2. November 2020  | 4.315.600 davon 32.000 auf ETB | Thomas Steinacker                   | 3573    |
|      | „Frohe Weihnachten“                         | 80                | 2. November 2021  | 3.669.700 davon 32.000 auf ETB | Bettina Walter                      | 3640    |
|      | „Friedvolle Weihnachten!“                   | 85                | 2. November 2022  | 3.373.000 davon 27.000 auf ETB | Thomas Steinacker                   | 3728    |
|      | Eichhörnchen im Schnee                      | 85                | 2. November 2023  | 3.372.600 davon 26.000 auf ETB | Bettina Walter                      | 3798    |
|      | Weihnachten für Kinder – Weihnachtsbäckerei | 85                | 2. November 2024  | 2.186.600 davon 21.950 auf ETB | Jan-Niklas Kröger                   | 3865    |